# FIBA-ina Dvorana slavnih
FIBA-ina Dvorana slavnih  ( Fédération Internationale de Basketball Hall of Fame), odaje počast igračima koji su pokazali veliko umijeće u košarci, trenerima, sudcima i drugim osobama za ogroman doprinos u razvitku i popularnosti košarke. Ova ustanova pokušava sačuvati i promicati košarku na svim razinama te postati vrhunskom dvoranom košarkaške povijesti.

## Povijest
Osnovao ju je 2007. bivši španjolski trener Pedro Ferrandiz. Nalazi se u Alcobendasu u Španjolskoj, odmah kraj zaklade Pedra Ferrandiza, najveće košarkaške arhive izvan Sjedinjenih Američkih Država.

## Vanjske poveznice
- Službena stranica